# روس‌ایر
روس‌ایر (به انگلیسی: RusAir) یک شرکت هواپیمایی است که در ۱۹۹۴ میلادی تأسیس شده‌است. دفتر مرکزی روس‌ایر در مسکو، روسیه واقع شده‌است و قطب این شرکت هواپیمایی در فرودگاه بین‌المللی شرمتیوو قرار دارد.